# Vörös róka

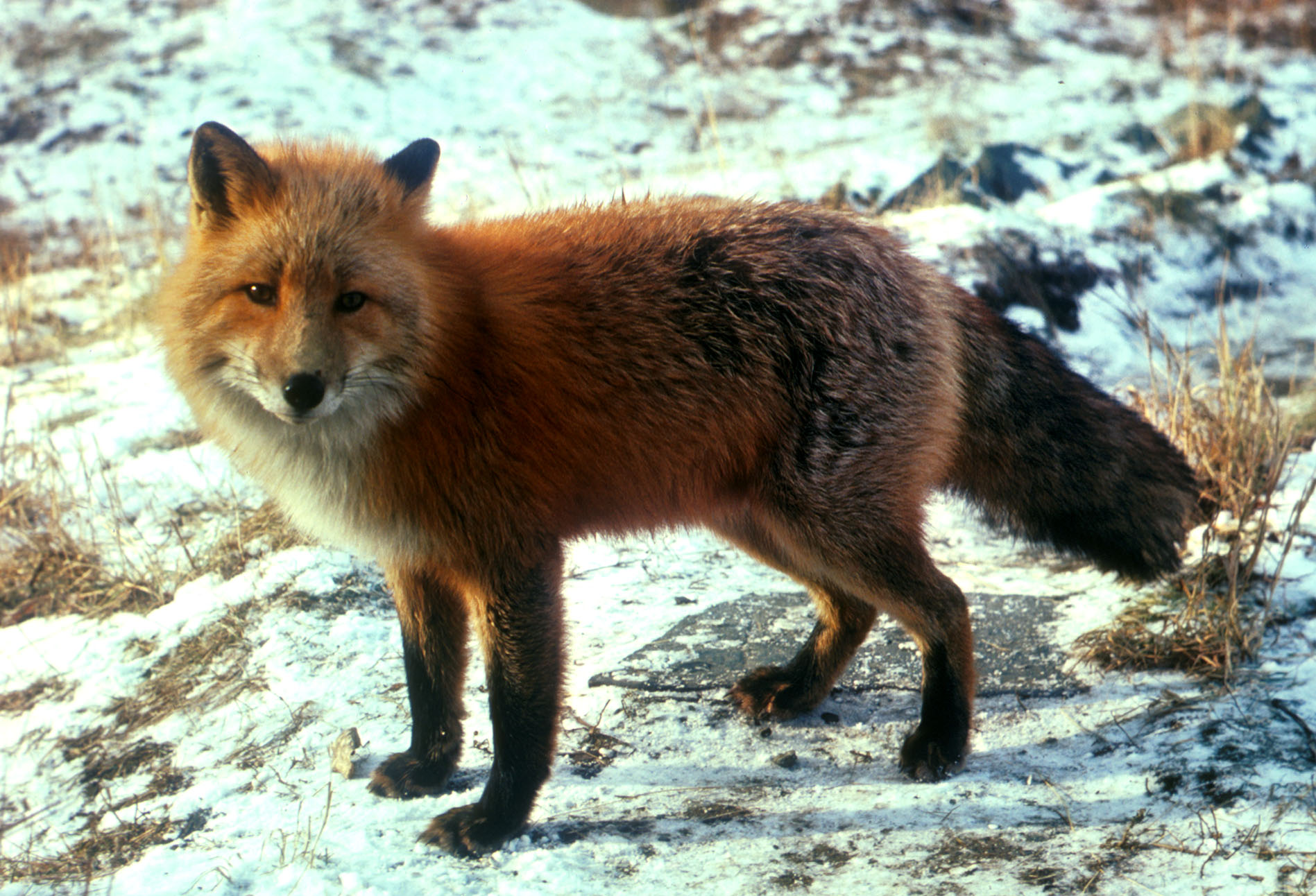
Vörös róka téli bundájában

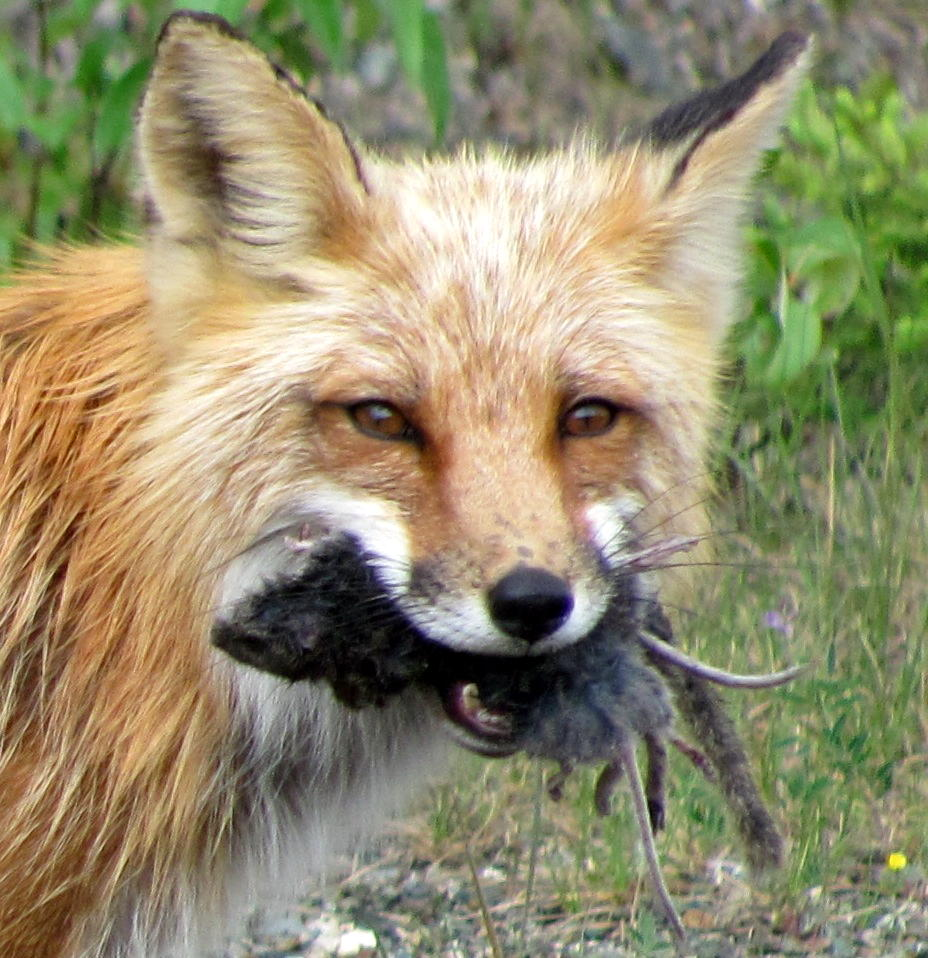
Kanadai vörös róka prédával

A vörös róka (Vulpes vulpes) a rókák legismertebb és egyúttal a Vulpes nem legnagyobb termetű faja. A valódi kutyaformáktól külsőleg a napvilágon tojásdad alakú pupillája, lapos szembolti íve és aránylag kicsiny felső tépőfogai különböztetik meg; életmódja többnyire magányos, míg a kutyáké inkább csapatos.
Az emberek általában irtják. Mint a többi vadállatot, betegségek terjesztőjének, emellett a házi szárnyasok tolvajának tekintik. Sokan mégis kedvelik, mert pusztítják a termény kártevőit. A rókák fontosak a szőrmeipar számára is. A természetfilmek és rajzfilmek rokonszenves rókaszereplői az utóbbi időben sokat javítottak a vörös rókák megítélésén. A kutyás rókavadászat nagy hagyományú kulturális esemény volt több országban is, különösen Angliában, ahol azonban 2005 februárjától az állatvédők kampánya következtében betiltották. Prémjéért tenyésztett, háziasított formája az ezüstróka.

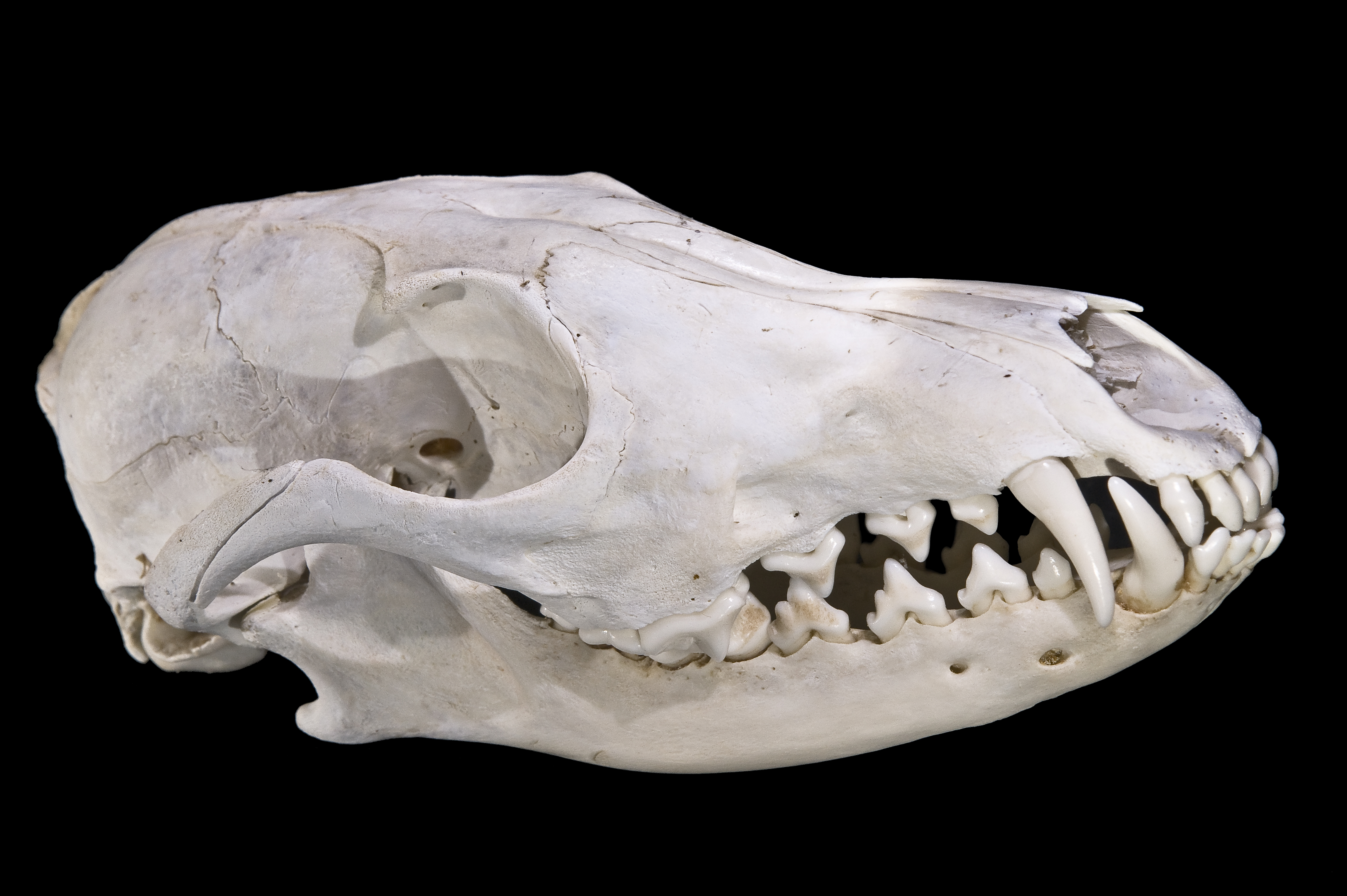
Vulpes vulpes- Koponya

## Előfordulása
A vörös róka a legelterjedtebb szárazföldi ragadozó. Megtaláljuk az északi sarkkörtől kezdve egészen a mediterrán vidékekig, Közép-Amerika és Észak-Afrika néhány részén át, beleértve a nagy ázsiai sztyeppeket is. Hiányzik azonban az Óceániai szigetvilágból, Krétáról, Shetlandról, Elbáról.
Óriási elterjedési területén kívül betelepítették Ausztráliába is, ahol kiválóan meghonosodott. A tájidegen vörös róka számtalan őshonos erszényes faj drasztikus megritkulásában illetve néhány faj kihalásában is nagy szerepet játszott. Ausztráliába eredetileg a szintén betelepített és a mezőgazdaságra nézve katasztrofális hatású üregi nyúl megritkítása miatt telepítették be, de a rókák számára könnyebb zsákmányt jelentettek és jelentenek ma is az ilyen ragadozókhoz hozzá nem szokott erszényesek.
Magyarországon mindenhol előfordul, alkalmazkodóképessége egészen kiváló: ahogy természetes élőhelyei beszűkültek, úgy költözött be az emberi településekre és mezőgazdasági termőterületekre.

## Alfajai
Óriási elterjedési területe miatt a vörös rókának számos alfaját különböztetik meg. Az elismert alfajok:
- Vulpes vulpes abietorum
- egyiptomi vörös róka (Vulpes vulpes aegyptica) Egyiptom területén él
- Vulpes vulpes alascensis
- Vulpes vulpes alpherakyi
- Vulpes vulpes alticola
- anatóliai vörös róka (Vulpes vulpes anatolica) Törökországban él
- arab vörös róka (Vulpes vulpes arabica) az Arab-félszigeten élő alfaj
- Vulpes vulpes atlantica
- berber róka (Vulpes vulpes barbara) az Atlasz-hegységben élő alfaj
- Vulpes vulpes beringiana
- Vulpes vulpes cascadensis
- kaukázusi róka (Vulpes vulpes caucasica) Kaukázus
- Vulpes vulpes crucigera
- Vulpes vulpes daurica
- Vulpes vulpes diluta
- Vulpes vulpes dolichocrania
- Vulpes vulpes dorsalis
- Vulpes vulpes flavescens
- amerikai vörös róka (Vulpes vulpes fulva) korábban önálló fajnak tartották, Kanada és az Egyesült Államok területén él
- Vulpes vulpes fulvus
- kasmír róka (Vulpes vulpes griffithi) Dzsammu és Kasmír
- Vulpes vulpes harrimani
- Vulpes vulpes hoole
- Vulpes vulpes ichnusae
- Vulpes vulpes induta
- jakut vörös róka (Vulpes vulpes jakutensis)
- japán vörös róka (Vulpes vulpes japonica) – Japán
- Vulpes vulpes karagan
- Vulpes vulpes kenaiensis
- Vulpes vulpes krimeamontana
- Vulpes vulpes kurdistanica
- Vulpes vulpes macroura
- tibeti vörös róka (Vulpes vulpes montana) a Himalája, Ladak és Tibet
- Vulpes vulpes necator
- Vulpes vulpes ochroxanta
- Vulpes vulpes palaestina
- Vulpes vulpes peculiosa
- sivatagi vörös róka (Vulpes vulpes pusilla) Thár-sivatag, (Rádzsasztán állam, India)
- Vulpes vulpes regalis
- Vulpes vulpes rubricosa
- Vulpes vulpes schrencki
- Vulpes vulpes septentrionalis
- Vulpes vulpes silacea
- Vulpes vulpes splendidissima
- Vulpes vulpes stepensis
- Vulpes vulpes topolica
- Vulpes vulpes tschiliensis
- Vulpes vulpes vulpecula
- európai vörös róka (Vulpes vulpes vulpes) Európa
- Vulpes vulpes waddelli

## Megjelenése
A vörös róka testhossza 45,5–90 centiméter, farokhossza 30–55,5 centiméter. Testtömege 3–14 kilogramm. Feje széles, homloka lapos, hirtelen keskenyedő arcorra hosszú és keskeny. Szemei ferdén nőnek; felálló füleinek a töve széles, felül kihegyesednek. Törzse karcsú, végtagjai rövidek és vékonyak. Farka hosszú és bozontos.
Általában vöröses-sárgás barna a színe, felülnézetben inkább rozsdavörös a bundája, a hasa és a végtagok belső oldala pedig fehéres. Sárgásvörös szőrméje sűrű és puha. Homlokán, vállain és háta hátulján a farok tövéig fehéren foltos; ajka, pofája és torka ugyancsak fehér. A végtagokon fehér sáv vonul lefelé, a fülek a mancsokhoz hasonlóan feketék. Esetenként a farok hegyén fehér szálak nőhetnek vagy éppen teljesen fehér a farka. Nagy az egyedi variancia, nagyon ritkán, de Magyarországon is előfordul teljesen fekete egyede, ezt a vadászati szaknyelv „szenes rókának” hívja. E furcsa szín megjelenéséért – csakúgy, mint a fekete párducok esetében – bizonyos pigmentek a felelősek. A vörös róka nagy számban tenyésztett színváltozata az ezüstróka.
Évente kétszer váltja a szőrét, ami az április-május, illetve október-november hónapokban zajlik le.

## Életmódja

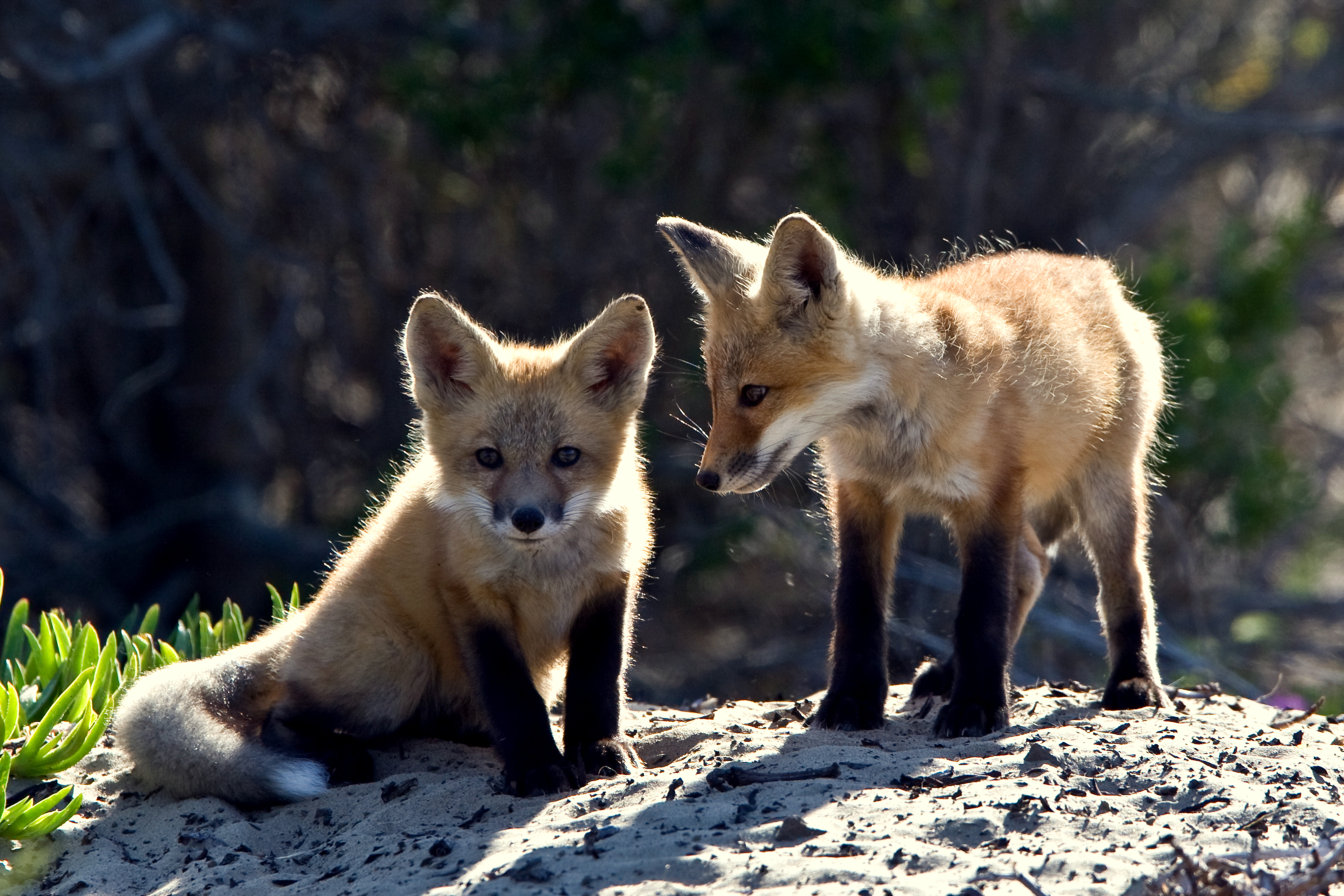
Rókakölykök

Kotoréknak nevezett lakóhelyét elővigyázatosan választja meg. Kedvező körülmények között nem maga ássa, hanem borzok elhagyott kotorékaiban telepedik meg. Időnként lakott borzkotorékban is felüti tanyáját, és nem ritkán ki is szorítja onnan a borzot. Gyakran költözik barlangokba és más természetes üregekbe, de romokba, omladékokba, kőrakásba is; gyakran korhadt fák üregével, sűrű bozóttal vagy elhagyott homokbányák üregével is megelégszik. Van, hogy kazlakban talál magának téli lakást. Főleg éjjel, de csendes, elhagyatott helyeken fényes nappal is vadászik. A hosszú nyári napokon több órával napnyugta előtt indul vadászni kölykeivel. Állandó hideg időben és nagy hóban csak a reggeli órákban pihen. Ameddig csak teheti, a sűrűségben halad.
A róka a fiatal őztől a bogarakig minden állatra vadászik, de szívesen fogyaszt dögöt is. Fő táplálékai az egerek és pockok, de megfogja a mezei és üregi nyulat, az őzgidát is. Nemcsak a földön fészkelő madarak tojásait fogyasztja és fiókáit eszi meg, de a repülni tudó madarakat is képes becserkészni. Ha a szükség ráviszi, jól úszik, ezért a vízimadarak fészkei sincsenek tőle biztonságban: még a kotló hattyúkat is megfojtja. Széles körben elterjedt nézet, hogy kedvelt zsákmánya a házi baromfiállomány – főleg a kölykes anyarókának. A közhiedelemmel ellentétben mégis a rágcsálókat vadássza a legszívesebben. A nagy kertekben és a szőlőkben sáskákat, cserebogarakat és lárvákat, földi gilisztákat fogdos, de megeszi az érett gyümölcsöt is. Télen, magas hóban, amikor a vadászterületén nem jut megfelelő táplálékhoz, gyakorta az ember közelébe húzódik némi ételhulladék reményében.
Monogámok vagy több szuka él együtt egy kannal. Rovarokból és kisrágcsálókból álló táplálékukat magányosan szerzik be, gyakran éjjel. Többnyire február közepén párzik (ez a koslatás). Ez idő alatt ibolyának nevezett mirigye nagyon erős szagot áraszt. A vemhes róka kitépi hasáról a szőrt, hogy kölykei könnyen hozzáférhessenek emlőihez, és ebből a szőrből készít vackot a kölyköknek. Egy alom 3–12 (többnyire 4–7) kölyköt számlál. A kölykök összetapadt szemhéjjal, fejhez lapult füllel jönnek a világra, és nagyon lassan fejlődnek. Szemük legkorábban a 14. napon nyílik ki; addigra minden tejfoguk kibújik, de színük nem a megszokott vörös-fehér-fekete, hanem egyöntetű szürke. Egy–másfél hónapos korukban merészkednek először a szabadba, hogy a napon sütkérezzenek és játszadozzanak. Júliustól a kölykök az öreg vadászó rókát követik, majd egyedül is vadászni kezdenek (eleinte nappal, szürkületkor). Késő ősszel válnak el anyjuktól. A róka fogságban szelídíthető, főleg ha fogságban is született, de nem imprintálható annyira, mint a házi macska. 

## Vadászati, közegészségügyi és természetvédelmi jelentősége Magyarországon

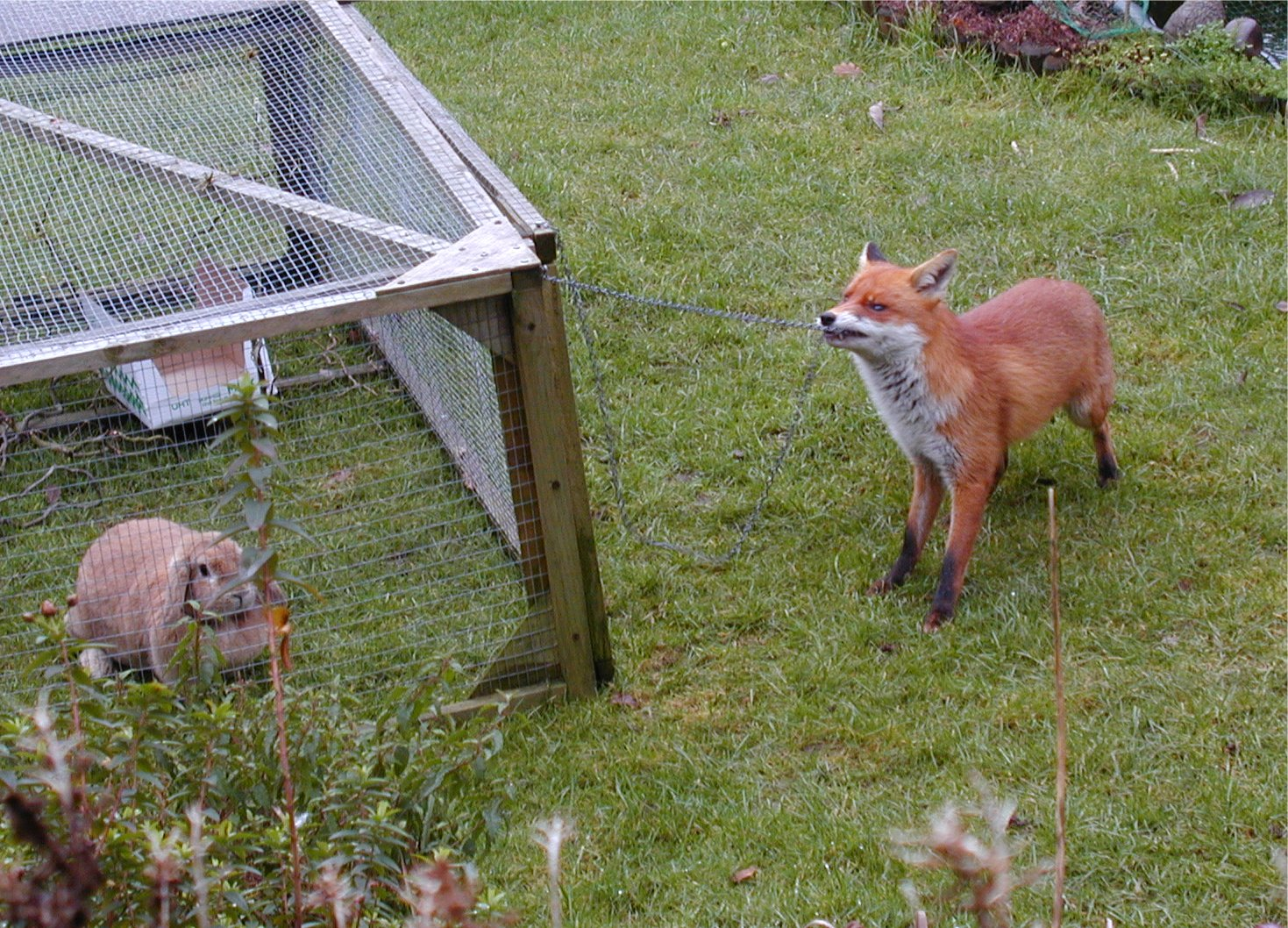
Urbanizálódott vörös róka éppen egy házinyúlhoz próbál hozzáférni

A rókát részben prémjéért, részben az apróvadállomány és a házi baromfiak pusztítása miatt emberemlékezet óta vadásszák. Mivel természetes ellenségei közül a nagy testű szőrmés ragadozókat, a farkast és a medvét már régen kivadászták, és a rókát zsákmányolni képes nagyobb ragadozó madarak, mint az uhu, a szirti sas, a parlagi sas és a rétisas állománya is erősen lecsökkent, állományát ma már csak az ember és a különféle betegségek korlátozzák.
A róka dúvadnak számít. Egész évben vadászható, de értékes prémjéért elsősorban a téli időszakban lőtték. Kilövéséért a február 1. és július 31. közötti időszakban elejtett, elfogott rókáért huszonöt darab sörétes vagy öt darab golyós lőszer, az augusztus 1. és január 31. közötti időszakban történt elejtése, elfogása esetén pedig tíz darab sörétes vagy kettő darab 1000 joule-nál nagyobb csőtorkolati energiájú golyós lőszer, javadalmazás jár a 79/2004. (V. 4.) FVM rendelet 41/c bekezdése értelmében. A divat változása és az állatvédő szervezetek kampányai miatt a szőrmeviselés visszaszorult, a vadászati nyomás csökkent. A vadászati szokások megváltozása miatt a másik hagyományos vadászati módja, a kotorékozás jelentősége is csökkent. Mindezek miatt az 1990-es évek közepétől erősen megnőtt a hazai rókaállomány. Erősítette ezt a folyamatot az Európai Unió nyomására megkezdődött, veszettség elleni orális immunizálás. A folyamatosan növekedő populáció predációs nyomása a földön fészkelő madarak számára veszélyhelyzetet, a mezőgazdaságban komoly károkat okozó rágcsálók gyérítése szempontjából ugyanakkor kedvező helyzetet teremtett. A növekvő állomány miatt megkezdődött a faj urbanizációja is. Ez a félénk, gyanakvó, éjszakai életmódú állatfaj beköltözött a lakott területekre. Ma már a települések, főként a városok háborítatlan részein, beépítetlen telkeken, parkokban ipari területeken is megtalálhatóak kotorékai. Ezek a városi rókák alig mutatnak félelmet az emberrel szemben, és kiválóan megélnek a felhalmozott hulladékokon. Az új évtized kezdetén egy másik betegség, a rühesség fellépése miatt átmenetileg csökkent a róka hazai állománya, de a veszettség továbbra sem tűnt el határainkon belül.
Időközben Ausztria felől elérte határainkat egy főként a rókák által terjesztett fertőző betegség, az echinococcosis, az öttagú galandféreg (Echinococcus multilocularis) parazitózisa, amelynek a róka mellett az ember is köztigazdája. A betegség hosszú lappangási ideje miatt veszélyes, mert mire a tüneteket a beteg észleli, a megtámadott máj, esetleg más belső szervek, például az agy is, súlyosan károsodhatnak. A fertőzést a féreg spórái révén a természetben járó emberek, horgászok, vadászok, kirándulók egyaránt megkaphatják, de az urbanizáció miatt akár a kertekben, parkokban is megtörténhet a fertőződés.
A természetes ellenségek híján sűrű rókaállomány vadgazdálkodási, természetvédelmi és közegészségügyi szempontból egyaránt súlyos problémákat okozhat. A vadgazdálkodók számára az apróvadállomány, a természetvédelem számára a veszélyeztetett fajok állományainak pusztításával okozhat károkat. Ilyen fajok többek között az ürge, a fogoly, a túzok, a haris, vizes élőhelyeken a telepesen fészkelő gulipán, a gólyatöcs számára jelent veszélyt, de alkalmanként tömegesen képes pusztítani a nyári lúd családok röpképtelen fiókáit, amit számos alkalommal megfigyeltek a Fertő menti szikeseken. Ilyenkor heteken keresztül, alkalmanként 5–10 fiókát is zsákmányol, amit kölykeinek hord a kotorékába.

## A vörös róka mint háziállat
A vörös rókákat sikeresen háziasították a szovjet tudósok (Beljajev-kísérlet) azt kutatva, hogyan is tudta az ember a kutyát domesztikálni. Kiválasztva a legszelídebbeket és párosítva egymással pár generáció múlva teljesen szelíd rókák születtek, melyek már nem csak hogy nem félnek az embertől, de szeretik is az emberek közelségét. Kaliforniában pillanatnyilag nagy divatnak örvend a rókák behozatala. Novoszibirszkből vízzel és étellel ellátott kis ketrecekben repülőgéppel juttatják el az új gazdákhoz az állatokat, melyek már a reptéren nagy feltűnést keltenek. A háziasított róka viselkedése legjobban a kutyáéhoz hasonlít, de okosabbak a kutyáknál, és sokszor még ügyesebbek is, amellett, hogy nagyon játékosak és vidámak. A „ravasz, mint a róka” hasonlat épp ezért nagyon találó.